# توني بوليس
توني بوليس (بالإنجليزية: Tony Pulis)‏؛ مواليد 16 يناير 1958 في نيوبورت، ويلز، هو مدرب كرة قدم ويلزي ولاعب سابق يدرب حاليا نادي كريستال بالاس. عندما كان لاعباً خاض 326 مباراة سجل خلالها 9 أهداف وكان يلعب كمدافع.

## روابط خارجية
- توني بوليس على موقع قاعدة بيانات كرة القدم.إي يو (الإنجليزية)
- توني بوليس على موقع Soccerbase.com (لاعب) (الإنجليزية)
- توني بوليس على موقع Soccerbase.com (مدرب) (الإنجليزية)
- توني بوليس على موقع عالم كرة القدم.نت (الإنجليزية)
- توني بوليس على موقع كووورة